# ヴァフタング・ゴメラウリ
ヴァフタング・ゴメラウリ（グルジア語: ვახტანგ გომელაური、グルジア語ラテン翻字: Vakhtang Gomelauri、1975年12月24日 – ）は、ジョージアの政治家。国家保安庁長官、内務大臣を歴任。

## 生涯
1975年12月24日にトビリシで誕生。2003年にジョージア国立体育スポーツ教育大学を卒業。1994年に国家保安庁の特殊部隊に入り、戦闘ユニット長となった。2003年4月1日から2013年3月22日までは内務省公安警察に所属し、ビジナ・イヴァニシヴィリ首相の警護隊長も務めた。
2013年3月22日から内務次官に就任し、2014年12月11日に第一内務次官に昇任。2015年1月26日、アレクサンドレ・チカイゼ大臣の辞任に伴い、後任の内務大臣に就任。
2015年8月1日、ゴメラウリは国家保安庁長官に就任。ゴメラウリはジョージアが直面している危機として「イスラム国」と「ロシアが占領しているジョージアの領土について統制がとれていない状況」を挙げた。階級は国家保安中将。
2019年9月8日、2度目の内務大臣に就任。ゴメラウリは国の安全レベルの向上と犯罪捜査の有効性を高めるために、内務省を改革することを公約した。改革の中心は刑事警察局、特に捜査部門に焦点があてられた。また刑事訴訟法の改正も計画された。2025年5月28日に辞任表明。

## 個人
ゴメラウリはジョージア語、英語、ロシア語を話すことができる。ゴメラウリには妻と、子供2人がいる。